# Momotaro Densetsu (videojuego)
Momotaro Densetsu (桃太郎伝説?) es un videojuego de rol publicado por Hudson Soft para Famicom en octubre de 1987; luego, para Sharp X68000 en 1988 y, después, para PlayStation en diciembre de 1998 y es el primer juego de la serie Momotaro Densetsu No fue publicado fuera de Japón.